# 小熊ひろこ
小熊 ひろこ（おぐま ひろこ、1963年11月10日 - ）は、神奈川県出身の声優・ナレーター・キャスター。株式会社コーラルアイランド所属。

## 人物
フェリス女学院大学文学部卒業。
デビューは1985年の三菱自動車ミラージュのCM。以降、ナレーター、キャスターとして活躍。
趣味はスキューバダイビング・読書。
特技は料理とコンピュータグラフィックで、著書に『できるMacintosh』『イラストレーターデザイナーブック』がある。
ハワイが好きで毎年何度か訪れており、グルメやコスメ情報に精通している。
2016年にNR・サプリメントアドバイザー資格取得。

## ナレーション・DJ・出演

### ラジオDJ
- アメリカ音楽地図（FM東京）

### 番組
- KBSジャパン
- KBS World

### ソフトウェア
- ipodでとにかく使える　ビジネススペイン語（2008年4月、情報センター出版局）
- ipodでとにかく使える　イギリス語（2009年2月、情報センター出版局）
- ipodでとにかく使える　ビジネスタイ語（2009年3月、情報センター出版局）
- ipodでとにかく使える　中国語・上海語（2012年3月、情報センター出版局）

### インターネットラジオ
- エンジョイハワイ
- 山手朗読倶楽部　ナビゲーター

## 広告・コマーシャル
- 三菱自動車　ミラージュスタッフセブン（1985年）
- パイオニア DVD楽ナビ
- ファンケル化粧品
- 全薬工業
- ベネッセ
- 不二家
- セガトイズ
- 三井住友銀行・アットローン

## NPO活動（ボランティア）
- 東京自殺防止センター相談員募集・特定非営利活動法人国際ビフレンダーズ（2016年3月制作：特定非営利活動法人PVプロボノ）[4]

## 著書
- 『QuarkXPress3.3Jビギナーズブック (Macintosh beginner’s book) 』翔泳社、1995年2月。
- 『できるMacintosh 漢字Talk7.5対応』インプレス、1995年4月。
- 『ILLUSTRATOR7.0Jデザイナーズテクニック』秀和システム、1997年12月